# Grecale (cacciatorpediniere)
Il Grecale è stato un cacciatorpediniere della Regia Marina e successivamente della Marina Militare.

## Storia

### Costruzione
La nave fu costruita dalla società dei Cantieri Navali Riuniti negli stabilimenti di Ancona dove lo scafo fu impostato il 25 settembre 1931. Varata il 17 giugno 1934, entrò in servizio il 15 novembre.

### Gli anni trenta e la seconda guerra mondiale
Nel periodo che dal 26 marzo 1936 al 9 luglio 1939 prese parte a diverse missioni e pattugliamenti, in particolare durante la guerra civile spagnola, non soltanto nel Mediterraneo, ma anche in Atlantico, tra le quali le missioni dell'agosto del 1936 in Belgio e del luglio del 1939 a Lisbona.
Il 10 giugno 1940, all'ingresso dell'Italia nella seconda guerra mondiale, faceva parte della X Squadriglia Cacciatorpediniere, assieme ai gemelli Maestrale, Libeccio e Scirocco.
Nel corso del secondo conflitto mondiale operò sia con le forze da battaglia, sia nella scorta ai convogli per la Libia.
Il 2 luglio 1940 fu inviato, insieme ai gemelli, agli incrociatori leggeri Bande Nere e Colleoni, alla I Divisione (incrociatori pesanti Zara, Fiume e Gorizia) e alla IX Squadriglia cacciatorpediniere (Alfieri, Oriani, Gioberti, Carducci) a fornire scorta indiretta a un convoglio che stava rientrando dalla Libia (trasporti truppe Esperia e Victoria, con la scorta delle torpediniere Procione, Orsa, Orione e Pegaso, in navigazione da Tripoli a Napoli).
Il 6 luglio scortò il primo convoglio di grosse dimensioni per la Libia (operazione denominata «TCM»): partito da Napoli alle 19:45, il convoglio era composto dai trasporti truppe Esperia e Calitea (che trasportavano rispettivamente 1 571 e 619 militari) e dalle moderne motonavi da carico Marco Foscarini, Vettor Pisani e Francesco Barbaro (il cui carico era di 232 veicoli, 5 720 t di combustibili e lubrificanti e 10 445 t di altri materiali); con le quattro unità della X Squadriglia Cacciatorpediniere scortavano il convoglio anche gli incrociatori leggeri Bande Nere e Colleoni e la XIV Squadriglia Torpediniere (Procione, Orsa, Orione, Pegaso). Le navi arrivarono indenni a Bengasi, porto di arrivo, l'8 luglio.
Tornata ad Augusta, la X Squadriglia ripartì di nuovo per aggregarsi alla formazione navale che prese parte alla battaglia di Punta Stilo del 9 luglio, nella quale tuttavia questa formazione non ebbe un ruolo rilevante.
Il 27 luglio il Grecale e le unità gemelle partirono da Catania e si aggregarono alla scorta di un convoglio sulla rotta Napoli-Tripoli durante l'operazione «Trasporto Veloce Lento» (il convoglio era composto dai mercantili Maria Eugenia, Gloriastella, Mauly, Bainsizza, Col di Lana, Francesco Barbaro e Città di Bari, scortati dalle torpediniere Orsa, Procione, Orione e Pegaso): il sommergibile britannico Oswald, avvistato il convoglio, cercò di silurare il Grecale, ma non vi riuscì; le unità arrivarono in porto indenni il 1º agosto.

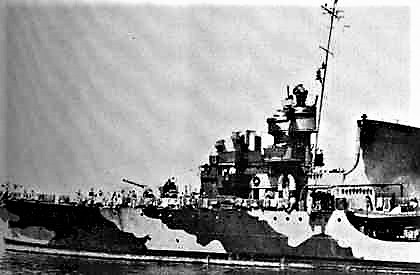
Il Grecale durante la seconda guerra mondiale con la colorazione mimetica

Il 9 agosto, insieme ai tre gemelli, effettuò la posa di uno sbarramento di mine nelle acque di Pantelleria.
Nell'aprile 1941 scortò un convoglio di piroscafi tedeschi (Alicante, Maritza, Procida, Santa Fe) con rifornimenti per l'Afrika Korps.
L'11 maggio appartenne alla scorta indiretta, insieme agli incrociatori leggeri Bande Nere, Cadorna, Duca degli Abruzzi e Garibaldi e ai cacciatorpediniere Alpino, Fuciliere, Scirocco, da Recco, Pancaldo, Pessagno e Usodimare, a un convoglio formato dai mercantili Preussen, Wachtfels, Ernesto, Tembien, Giulia e Col di Lana e che fruiva della scorta diretta dei cacciatorpediniere Dardo, Aviere, Geniere, Maestrale e Camicia Nera: salpate da Napoli, le navi giunsero a Tripoli il 14.
Il 26 maggio scortò, unitamente al capoclasse Maestrale e al Cadorna, un convoglio da Napoli a Tripoli (composto dalle motonavi Andrea Gritti, Sebastiano Venier, Marco Foscarini, Barbarigo, Rialto e Ankara, scortate dai cacciatorpediniere Vivaldi e Antonio da Noli e delle torpediniere Cigno, Procione e Pegaso).
Il 19 giugno fece parte, coi gemelli Scirocco e Maestrale, della scorta indiretta di un convoglio verso Tripoli (lo formavano i trasporti truppe Marco Polo, Esperia, Neptunia e Oceania, che fruivano della scorta dei cacciatorpediniere Vivaldi, da Recco, Gioberti e Oriani e della vecchia torpediniera Dezza), che era stato attaccato, senza risultati, dal sommergibile britannico Unbeaten nelle acque di Pantelleria: le unità arrivarono a Tripoli il 20, ma quando ormai i trasporti avevano imboccato la rotta di sicurezza per Tripoli il sommergibile inglese Unique silurò l'Esperia, che colò a picco nel punto 33°03' N e 13°03' E.
Il 7 luglio effettuò la posa di sbarramenti di mine nel canale di Sicilia, unitamente ai cacciatorpediniere Scirocco, Maestrale, Pigafetta, Pessagno, da Recco, da Mosto, da Verrazzano e alle Divisioni incrociatori IV (Bande Nere e di Giussano) e VII (Attendolo e Duca d'Aosta).
Sempre a luglio fece parte della scorta di un convoglio formato dai trasporti Ernesto, Tembien, Giulia, Col di Lana, Wachtfels, Amsterdam; il Tembien e il Wacthfels furono colpiti da aerei e dovettero essere presi a rimorchio.
In agosto fece parte della scorta del convoglio «Marco Polo».
Il 24 settembre lasciò Palermo insieme agli incrociatori leggeri Duca degli Abruzzi e Attendolo, alla III Divisione (incrociatori pesanti Trento, Trieste e Gorizia), ai gemelli Scirocco e Maestrale e alla XII Squadriglia cacciatorpediniere (Corazziere, Lanciere, Ascari e Carabiniere) per attaccare un convoglio britannico, ma non riuscì a raggiungerlo.
Nella mattinata dell'8 novembre 1941 il Grecale (al comando del capitano di fregata Giovanni di Gropello) salpò da Napoli per aggregarsi alla scorta del convoglio «Duisburg» diretto a Tripoli, formato dai trasporti Duisburg, San Marco, Sagitta, Maria, Rina Corrado, Conte di Misurata e Minatitlan (il cui carico era di 34 473 t di rifornimenti, 389 autoveicoli, 243 uomini); le navi erano scortate, oltre che dal Grecale, dai cacciatorpediniere Maestrale, Fulmine, Euro e Alfredo Oriani (cui si aggiungevano, come scorta indiretta, anche gli incrociatori pesanti Trento e Trieste e quattro cacciatorpediniere). Nella notte successiva il convoglio fu attaccato e distrutto dalla "Forza K" britannica (incrociatori leggeri Aurora e Penelope e cacciatorpediniere Lance e Lively): furono affondati tutti i mercantili e il Fulmine. All'inizio del combattimento l'Aurora aprì il fuoco e sparò tre salve contro il Grecale, in quel momento in coda al convoglio. Prima di poter rispondere al fuoco (cercò invano per due volte di lanciare i propri siluri), fu centrato da otto proiettili da 152 e 120 mm, che uccisero 23 uomini e ne ferirono 56 (di cui 35 gravemente): alcuni colpi raggiunsero la sala macchine, mettendo fuori uso l'apparato motore; immobilizzato, fuori uso e con incendio a bordo, il Grecale fu preso a rimorchio dall'Oriani. Il Grecale fu poi trainato dapprima a Trapani e da lì, l'11 novembre, a Taranto, per essere sottoposto ai lavori di riparazione..
I lavori durarono dal novembre 1941 al marzo 1942; oltre alle riparazioni, la nave subì anche dei rimodernamenti, quali la sostituzione dei due pezzi illuminanti da 120 mm con due complessi di mitragliere da 20/65 mm, la collocazione di un pezzo illuminante da 120 a centro nave (tra i complessi lanciasiluri), la sostituzione delle mitragliere binate in plancia con altre singole, l'imbarco di due lanciabombe di profondità di produzione tedesca.
Nel marzo 1942 il Grecale partecipò alla scorta di due convogli.
Il 16 marzo prese parte all'operazione «Sirio» fornendo scorta indiretta, insieme al gemello Scirocco e all'incrociatore leggero Duca d'Aosta, a due convogli formati dai trasporti Reichenfels, Vettor Pisani e Assunta de Gregori (con a bordo in tutto 36 carri armati, 278 automezzi, 13 124 t di rifornimenti e 103 uomini) scortati da cinque cacciatorpediniere e due torpediniere: tutte le navi giunsero indenni in Libia.
Alla mezzanotte del 21 marzo l'unità, aggregata alla XI Squadriglia Cacciatorpediniere (Aviere, Ascari, Oriani) partì da Taranto insieme alla corazzata Littorio e alle unità della squadriglia, prendendo poi parte all'inconclusiva seconda battaglia della Sirte, nella quale non ebbe un ruolo di rilievo, dovendo rientrare in porto per un guasto al timone.
Tra il 3 e il 5 agosto scortò un convoglio composto dalle motonavi Ankara, Nino Bixio e Sestriere (con destinazione Tobruch per la prima e Bengasi per le altre due; il carico era costituito da 92 carri armati, 340 automezzi, 3 locomotive, una gru, 292 militari, 4 381 t di combustibili e olii lubrificanti, 5 256 t di altri rifornimenti), insieme ai cacciatorpediniere Corsaro, Legionario, Freccia, Folgore e Turbine, nonché le torpediniere Partenope e Calliope; le navi giunsero a destinazione nonostante numerosi attacchi aerei; in quell'occasione si verificò il primo attacco condotto da velivoli statunitensi contro unità italiane (si trattò di un attacco di bombardieri Consolidated B-24 Liberator).
Il 4 novembre partì da Napoli per fungere da scorta – insieme al Maestrale, all'Oriani, al Gioberti, alle torpediniere Clio e Animoso e a un altro moderno cacciatorpediniere, il Velite – alle motonavi Giulia e Chisone e al piroscafo Veloce, diretti a Tripoli: nonostante i diversi attacchi dal cielo, il convoglio fu uno degli ultimi ad arrivare in Libia senza danni.
Più o meno nello stesso periodo scortò anche la nave cisterna Panuco.
Il 30 novembre compì, unitamente al Maestrale e all'Ascari, un'altra missione di posa di mine nel canale di Sicilia; mentre tornava da questa missione fu mandato, insieme al resto della X Squadriglia, a rafforzare la scorta del convoglio «B» (da Napoli alla Tunisia con i piroscafi Arlesiana, Achille Lauro, Campania, Menes e Lisboa e la scorta originaria delle torpediniere Sirio, Orione, Groppo e Pallade cui si aggiunse poi anche un'altra torpediniera, l'Uragano), che fu comunque fatto tornare in porto alla notizia dell'uscita in mare della Forza Q britannica (incrociatori leggeri Aurora, Sirius e Argonaut, cacciatorpediniere canadesi Quiberon e Quentin), che poi, nella notte del 2 dicembre, intercettò e distrusse il convoglio «H», che invece era stato fatto proseguire.
In dicembre effettuò tre missioni di trasporto truppe in Tunisia.
Il 3 gennaio 1943 si trovava a Palermo quando il porto fu oggetto di un attacco di cinque «chariot», siluri a lenta corsa britannici, che danneggiarono gravemente la motonave mista Viminale e affondarono l'incrociatore leggero Ulpio Traiano, che si trovava in allestimento; alcune cariche esplosive furono collocate anche sullo scafo del Grecale, ma furono rimosse prima di scoppiare.

### La collisione con l'Ardente
Il 12 gennaio il Grecale (al comando del capitano di fregata Luigi Gasparrini), partito da Palermo all'1:05, speronò accidentalmente, a settentrione delle coste siciliane, nei pressi di Capo San Vito, la moderna torpediniera Ardente, in navigazione da Biserta a Palermo. L'ufficiale di plancia avrebbe scambiato la torpediniera italiana per una silurante nemica. Mentre l'Ardente colò a picco con 118 uomini, il cacciatorpediniere ebbe gravissimi danni, con l'asportazione della prua sino all'altezza della plancia, e rientrò in porto – ove giunse alle 13:15 – a marcia indietro nel mare agitato. A causare l'incidente furono le avverse condizioni meteorologiche e la navigazione sulla stessa rotta di sicurezza con rotte perfettamente opposte e fanali di via spenti. In seguito nella zona delle Egadi si fecero fare rotte diverse al traffico di andata e al traffico di ritorno.. Anche sul Grecale le perdite umane furono elevate: la nave era impegnata in una missione di trasporto di militari tedeschi (da Palermo a Biserta), sistemati alla meglio nei vari locali, e nella collisione morirono o scomparvero 8 membri dell'equipaggio della nave e 102 soldati tedeschi.
Immesso in bacino per i lavori di ricostruzione ed adattamento della prua, ricevuta dal Carrista, il Grecale fu sottoposto anche alla sostituzione del pezzo illuminante centrale e del complesso di lanciasiluri di poppa con due mitragliere da 37/54 mm e nella collocazione a poppa di due mitragliere singole da 20/65 mm. I lavori si protrassero sino ad agosto.

### Dopo l'armistizio
Alla proclamazione dell'armistizio, la nave salpò da La Spezia con il resto della squadra navale (corazzate Italia, Vittorio Veneto e Roma, incrociatori leggeri Giuseppe Garibaldi, Attilio Regolo, Duca degli Abruzzi, Eugenio di Savoia, Duca d'Aosta, Montecuccoli, cacciatorpediniere Artigliere, Fuciliere, Mitragliere, Carabiniere, Legionario, Velite, Oriani) consegnandosi agli Alleati a Malta, dove giunse l'11 settembre, ormeggiandosi a Marsa Scirocco. Il 12 settembre si rifornì di carburante alla Valletta e il 14 settembre lasciò l'isola, insieme a parte della squadra (Italia, Vittorio Veneto, Eugenio di Savoia, Duca d'Aosta, Montecuccoli, Cadorna, Da Recco, Artigliere, Velite) e si trasferì ad Alessandria d'Egitto, ove giunse il 16.
Fino all'armistizio il Grecale aveva effettuato complessivamente 155 missioni di guerra (8 con le forze navali, 4 di posa di mine, una di caccia antisommergibile, 10 di trasporto, 35 di scorta convogli, 33 addestrative e 64 di trasferimento o di altro tipo), percorrendo 47 646 miglia e trascorrendo 441 giorni ai lavori. In navigazione aveva subito complessivamente 11 attacchi di sommergibili, 5 di aerei bombardieri e 2 di aerosiluranti.
L'unità prese poi parte a numerose missioni di guerra nel corso della cobelligeranza.
Tra il 21 e il 22 giugno 1944 trasportò insieme alla motosilurante MS 74 alcuni «chariots» britannici e i relativi equipaggi nelle acque di La Spezia; tali mezzi penetrarono nel porto e vi affondarono l'incrociatore pesante Bolzano, catturato dai tedeschi.

### Comandanti
Capitano di fregata Edmondo Cacace  (nato a Torino il 28 marzo 1899) (25 aprile 1940 - 30 aprile 1941)
Capitano di fregata Giovanni di Gropello (nato a Torino il 28 febbraio 1902) (1º maggio 1941 - 13 maggio 1942)
Capitano di fregata Luigi Gasparrini (nato a Fermo il 31 marzo 1902) (14 maggio 1942 - 12 gennaio 1943)
Capitano di fregata Benedetto Ponza di San Martino (nato a Modena l'8 maggio 1900) (agosto 1943 - dicembre 1944)

### Il dopoguerra e il servizio per la Marina Militare Italiana
Terminata la guerra fu lasciato all'Italia dalle condizioni imposte dal trattato di pace. Entrato a far parte della Marina Militare Italiana fu rimodernato tra il 1947 e il 1949 e nel dopoguerra fu la prima unità a essere ammodernata presso l'Arsenale di La Spezia.

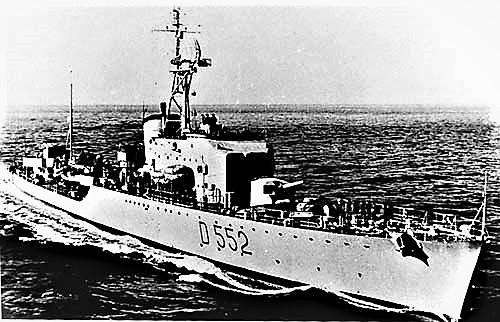
Il Grecale dopo essere entrato a far parte della Marina Militare, con la nuova sigla D 552

Nel corso dei lavori i cannoni principali furono sostituiti con cannoni da 120/50 mm di nuovo tipo, l'armamento antiaereo fu costituito da sei cannoni da 37/54 mm e due mitragliere da 20/65mm, mentre 3 tubi lanciasiluri da 533 mm costituirono l'armamento silurante. Fu anche installato un radar tipo “LWS” su un albero a traliccio di nuova realizzazione.

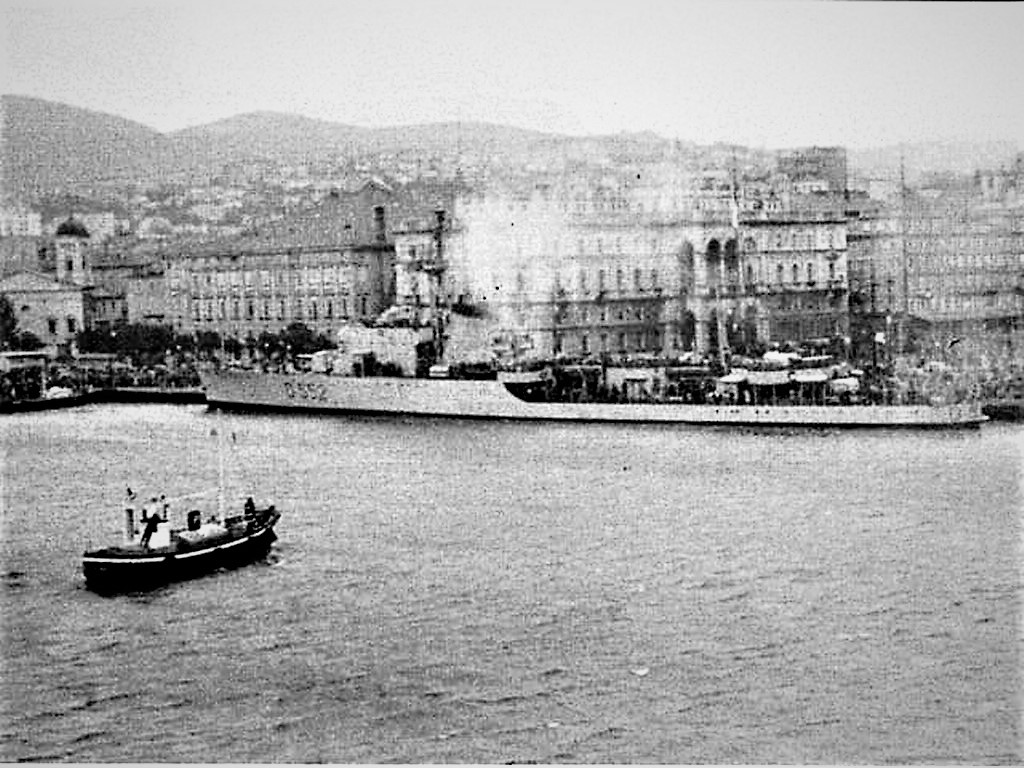
La nave a Trieste in occasione del ritorno della città all'Italia

Nel 1953 l'unità fu sottoposta a nuovi ammodernamenti e con l'ingresso dell'Italia nella NATO ebbe come distintivo ottico D 552 al posto della vecchia sigla GR.
Il 26 ottobre 1954 fu la prima unità della Marina Militare a entrare nel Porto di Trieste in occasione del ritorno della città all'Italia, seguito dai cacciatorpediniere Granatiere e Artigliere e dall'incrociatore Duca degli Abruzzi, con la folla festante che salì a bordo delle unità navali per manifestare la grande gioia per il ritorno all'Italia.
Nel 1955 la nave fu sottoposta a nuovi lavori per essere trasformata in fregata veloce.
L'unità fu riclassificata fregata antisommergibile con Decreto del Presidente della Repubblica del 10 aprile 1958 con il nuovo distintivo ottico F 556 ereditato dall'Aretusa, una torpediniera radiata il 1º agosto dello stesso anno.

### La trasformazione in nave comando e gli ultimi anni
Dal 1959 al 1960 la nave fu sottoposta a ulteriori lavori di trasformazione per potere essere idonea a imbarcare il Comando della Squadra navale poiché in quel periodo l'incrociatore Duca degli Abruzzi era stato mandato in disarmo e il Giuseppe Garibaldi sottoposto a lavori di trasformazione, fu destinato al ruolo di ammiraglia.
Nel corso di questi lavori l'armamento, con l'eccezione di un impianto binato da 40 mm, fu sbarcato, eliminate le sovrastrutture a poppavia del fumaiolo, allungato il castello di prora fino quasi all'estremità della poppa e a proravia della plancia fu realizzata una capiente tuga.
Andato in disarmo il 1º giugno 1964 dopo aver fatto il suo ultimo ammainabandiera a Taranto la sera precedente insieme all'incrociatore Montecuccoli, il Grecale fu radiato il 10 aprile 1965 e dopo essere stato smantellato e depredato di quanto ancora utilizzabile, rimase abbandonato alcuni anni nell'arsenale di Taranto per poi essere messo in vendita per la demolizione.

## Il nome
Questa fu la seconda unità a portare il nome Grecale. In precedenza il nome era stato assegnato a un rimorchiatore che prima di prestare servizio nella Regia Marina aveva prestato servizio nella marina mercantile norvegese con il nome Ellida che venne consegnato alla Regia Marina il 10 maggio 1916 e venne radiato il 7 maggio 1920. Attualmente il nome Grecale viene portato da una fregata della Classe Maestrale.